# فينتورا دياز
فينتورا دياز (بالإسبانية: Ventura Díaz Arrey)‏ هو دراج إسباني، ولد في 26 أغسطس 1937 في سانتاندير في إسبانيا.

## وصلات خارجية
- فينتورا دياز على موقع أرشيف الدراجات (الإنجليزية)
- فينتورا دياز على موقع إحصائيات الدراجات الإحترافية (الإنجليزية)
- فينتورا دياز على موقع CycleBase (الإنجليزية)
- فينتورا دياز على موقع أوليمبيديا (الإنجليزية)